# 2. Handball-Bundesliga
Die 2. Handball-Bundesliga ist die zweithöchste Spielklasse im deutschen Handball, in der 18 Teams gegeneinander antreten.

## Aufstiegs- und Abstiegsmodus
Aktuell sind am Ende einer Saison die Meistermannschaft und die Mannschaft auf Platz zwei die Aufsteiger in die höchste Spielklasse (Handball-Bundesliga); die Mannschaften auf den letzten beiden Plätzen steigen direkt in die 3. Liga ab.

## Geschichte
1981 wurde unterhalb der 1. Bundesliga die 2. Handball-Bundesliga eingeführt. Sie war nach Regionalverbandsgrenzen in eine Nord- und Südstaffel aufgeteilt, in der jeweils 14 Mannschaften spielten. Der Nordstaffel gehörten die Vereine des Nord- und Westdeutschen Verbandes, der Südstaffel die Vereine der Regionalverbände Südwest und Süd an. Vereine aus West-Berlin wurden je nach Bedarf auf die Staffeln verteilt. Die beiden Staffelmeister stiegen in die 1. Bundesliga auf. In den Jahren 1991 bis 1993 existierten nach der kompletten Übernahme der Vereine der zweithöchsten Spielklasse der DDR (DDR-Liga) nach der deutschen Wiedervereinigung drei Staffeln: Nord, Mitte und Süd. Seitdem wurden die Vereine nach geographischen Gesichtspunkten auf die beiden 2. Ligen verteilt. Von 1993 bis 2011 existierten wieder zwei Staffeln Nord und Süd.

### Aufstiegs- und Abstiegsmodus (1994 bis 2010)
Die Erstplatzierten jeder Staffel der 2. Bundesliga stiegen zum Saisonwechsel direkt in die 1. Bundesliga auf. Aus der 1. Bundesliga stiegen die beiden Letztplatzierten direkt in die 2. Bundesliga ab.
Die Zweitplatzierten beider Staffeln der 2. Bundesliga ermittelten in Play-off-Spielen gegeneinander den Teilnehmer an der Bundesligarelegation. Dort spielte der Play-off-Gewinner gegen den Drittletzten (16.) der 1. Liga um einen Platz in der 1. Bundesliga.
Fünf Mannschaften stiegen am Saisonende aus der 2. Bundesliga ab. Dies waren jeweils die beiden letztplatzierten Teams beider Staffeln sowie ein weiteres, das in Relegationsspielen der beiden Drittletzten ermittelt wurde, deren Verlierer der fünfte Absteiger war. Die Absteiger wurden den Regionalligen des Regionalverbandes zugeordnet, denen sie angehören. Im Extremfall konnte es passieren, dass alle fünf Absteiger in die gleiche Regionalliga abstiegen. Stieg mehr als ein Verein in eine bestimmte Regionalliga ab, so erhöhte sich der Abstieg aus dieser Regionalliga entsprechend um bis zu vier weitere Absteiger („gleitender Abstieg“). Ein Stärkenausgleich durch „Staffelwechsler“ fand in der Regionalliga auch in einem solchen Fall nicht statt, da jeder Regionalverband eine eigene Regionalliga betrieb.
Die Meister der fünf Regionalligen (Nord, Nordost, West, Südwest, Süd) stiegen direkt in die 2. Bundesliga auf.

### Aufteilung der Vereine in Staffeln (1994 bis 2011)
Die Regelstärke der 2. Bundesliga lag bis 2011 bei 36 Vereinen. Diese spielten in zwei Staffeln zu jeweils 18 Mannschaften. Die Aufteilung der Vereine auf die Nord- oder Südstaffel erfolgte seit 1991 nicht mehr nach Verbandszugehörigkeiten, sondern nach geographischen Gesichtspunkten. Vereine, die im mittleren Drittel Deutschlands (von Nord nach Süd betrachtet) beheimatet sind, wie zum Beispiel die SG Solingen, die HSG Düsseldorf oder 1. SV Concordia Delitzsch, konnten dabei sowohl der einen als auch anderen Staffel zugeordnet werden. Alle genannten ('Wechslerkandidaten') spielten bereits sowohl in der Nord- als auch in der Südstaffel. Die Einteilung wurde vor jeder Saison erneut vorgenommen.

### Eingleisige zweite Bundesliga
Im Februar 2009 beschlossen die Vereinsmanager und -geschäftsführer der 1. und 2. Handball-Bundesliga mehrheitlich die Einführung einer eingleisigen 2. Bundesliga ab der Saison 2011/2012. In der neuen Liga spielten zunächst 20 Vereine, seit 2018/19 nehmen 18 Mannschaften teil. Die Grundlage für die neue Spielklassenstruktur hatte der Deutsche Handballbund im Juli 2008 geschaffen. Reiner Witte, Präsident der Handball-Bundesliga e. V., erklärte zur Neugliederung: „Ich bin sehr froh, dass wir diesen wegweisenden Schritt getan haben. Vor allem die Zweitligaklubs leisten durch ihre Zustimmung einen historischen Beitrag zur weiteren positiven Entwicklung des Handballsports in Deutschland. (…) Die Vereinheitlichung wird uns national eine wesentlich größere Aufmerksamkeit sichern, zudem birgt die Professionalisierung Potential für alle Clubs der eingleisigen 2. Liga.“ Zur Einführung für die eingleisige 2. Bundesliga waren die Absteiger aus der 1. Liga sowie die Klubs bis einschließlich Platz 9 der 2. Bundesligen Nord und Süd qualifiziert. Die restlichen zwei der insgesamt 20 Startplätze erhielten die beiden bestplatzierten Vereine der Relegationsgruppe, die sich aus vier Drittligisten und den jeweiligen Zehntplatzierten der beiden 2. Bundesligen zusammensetzte.
In der Saison 2015/16 gingen 21 statt 20 Mannschaften an den Start, da in der Vorsaison in der 1. Bundesliga aufgrund von Lizenzstreitigkeiten 19 Mannschaften starteten und dieses durch 4 Absteiger wieder korrigiert wurde.
Seit der Gründung spielten unterschiedliche 163 Mannschaften und Spielvereinigungen in der zweithöchsten Spielklasse des Handballs. Davon starteten 45 – mit Unterbrechung – schon über 10 Jahre in dieser Liga. Davon am längsten der HC Erlangen (22 Jahre), der EHV Aue (23 Jahre) und der TV Emsdetten (29 Jahre).
Die ersten zwei der Abschlusstabelle steigen direkt in die 1. Handball-Bundesliga auf. Die vier letzten der Abschlusstabelle steigen direkt in die 3. Liga ab. Absteiger aus der 1. Bundesliga sind die drei Letztplatzierten, und Aufsteiger sind die jeweiligen Meister der 3. Liga Nord, Ost, West und Süd. Sollte ein Verein Insolvenz anmelden so steht dieser direkt als Absteiger fest. Seit der Saison 2017/18 wurde die Zahl der Aufsteiger in die Bundesliga auf zwei reduziert.
Die Saison 2019/20 wurde wegen der COVID-19-Pandemie vorzeitig abgebrochen. Es gab keine Absteiger. Aufstiegsberechtigt waren die Erst- und Zweitplatzierten der Tabelle zum Zeitpunkt des Abbruchs.
Aufgrund des russischen Angriffs auf die Ukraine startete HK Motor Saporischschja in der Saison 2022/23 als Gastmannschaft außerhalb der Wertung.
Seit der Saison 2023/24 gehen wieder 18 Mannschaften an den Start.

## Statistiken

### Meister seit 1981
| TuS N-Lübbecke                | 5 | 1993/94, 2001/02, 2003/04, 2008/09, 2016/17 |
| GWD Minden                    | 3 | 1981/82, 1994/95, 2011/12                   |
| HSG Düsseldorf                | 3 | 1983/84, 2003/04, 2008/09                   |
| TSV Bayer Dormagen            | 3 | 1986/87, 1998/99, 2007/08                   |
| VfL Hameln                    | 3 | 1985/86, 1990/91, 1999/00                   |
| VfL Bad Schwartau             | 3 | 1989/90, 1992/93, 1997/98                   |
| Bergischer HC                 | 4 | 2010/11, 2012/13, 2017/18, 2024/25          |
| HBW Balingen-Weilstetten      | 3 | 2005/06, 2018/19, 2022/23                   |
| TSG Friesenheim               | 2 | 2009/10, 2013/14                            |
| Eintracht Hildesheim          | 2 | 2005/06, 2010/11                            |
| Stralsunder HV                | 2 | 2002/03, 2007/08                            |
| OSC 04 Rheinhausen            | 2 | 1992/93, 1994/95                            |
| TV Eitra                      | 2 | 1990/91, 1993/94                            |
| SG Flensburg-Handewitt        | 2 | 1987/88, 1991/92                            |
| SG Leutershausen              | 2 | 1987/88, 1989/90                            |
| SG Wallau/Massenheim          | 2 | 1983/84, 1986/87                            |
| VfL Gummersbach               | 1 | 2021/22                                     |
| Handball Sport Verein Hamburg | 1 | 2020/21                                     |
| HSC 2000 Coburg               | 1 | 2019/20                                     |
| HC Erlangen                   | 1 | 2015/16                                     |
| SC DHfK Leipzig               | 1 | 2014/15                                     |
| ASV Hamm-Westfalen            | 1 | 2009/10                                     |
| Füchse Berlin                 | 1 | 2006/07                                     |
| TUSEM Essen                   | 1 | 2006/07                                     |
| 1. SV Concordia Delitzsch     | 1 | 2004/05                                     |
| MT Melsungen                  | 1 | 2004/05                                     |
| Rhein-Neckar Löwen            | 1 | 2002/03                                     |
| VfL Pfullingen                | 1 | 2001/02                                     |
| SV Post Schwerin              | 1 | 2000/01                                     |
| Frisch Auf Göppingen          | 1 | 2000/01                                     |
| SG Solingen                   | 1 | 1999/00                                     |
| HSG Nordhorn-Lingen           | 1 | 1998/99                                     |
| HSG Wetzlar                   | 1 | 1997/98                                     |
| LTV Wuppertal                 | 1 | 1996/97                                     |
| ThSV Eisenach                 | 1 | 1996/97                                     |
| VfL Fredenbeck                | 1 | 1995/96                                     |
| TuS Schutterwald              | 1 | 1995/96                                     |
| SG Stuttgart-Scharnhausen     | 1 | 1992/93                                     |
| VfL Eintracht Hagen           | 1 | 1991/92                                     |
| TuS Eintracht Wiesbaden       | 1 | 1991/92                                     |
| DSC Wanne-Eickel              | 1 | 1988/89                                     |
| TV Niederwürzbach             | 1 | 1988/89                                     |
| TSV Milbertshofen             | 1 | 1985/86                                     |
| OSC Dortmund                  | 1 | 1984/85                                     |
| VfL Günzburg                  | 1 | 1983/84                                     |
| HC TuRa Bergkamen             | 1 | 1982/83                                     |
| TuSpo Nürnberg                | 1 | 1982/83                                     |
| MTSV Schwabing                | 1 | 1981/82                                     |

## Zuschauer
| Saison  | Spiele | Zuschauer | Ø     |
| ------- | ------ | --------- | ----- |
| 2011/12 | 379    | 521.203   | 1.375 |
| 2012/13 | 380    | 494.161   | 1.300 |
| 2013/14 | 343    | 498.878   | 1.363 |
| 2014/15 | 380    | 578.140   | 1.521 |
| 2015/16 | 420    | 632.209   | 1.505 |
| 2016/17 | 380    | 532.631   | 1.378 |
| 2017/18 | 380    | 602.275   | 1.584 |

In der ersten Saison der eingleisigen zweiten Bundesliga sahen 521.203 Zuschauer die 379 Spiele. Der durchschnittliche Besuch lag damit bei 1.375 Zuschauern. Die meisten Zuschauer hatte der TUSEM Essen mit 40.153 Zuschauern in 19 Ligaspielen. Schlusslicht war der Absteiger TV Korschenbroich mit 10.018 Zuschauern, was einem Durchschnitt von 527 Zuschauern entsprach. Die Arena Leipzig war mit 7.000 Sitzplätzen die Arena mit der höchsten Kapazität, die Sporthalle Ratingen-West mit Platz für rund 300 Zuschauer die kleinste. In der zweiten Saison sahen 494.161 Zuschauer die Begegnungen, was einem Durchschnitt von 1.300 Besuchern entsprach. Der Zuschauermagnet war der TV Bittenfeld mit 36.625 Zuschauern. In der Saison 2013/14 besuchten 498.878 Zuschauer 343 Spiele, wobei der SC DHfK Leipzig mit 36.620 Zuschauern in 18 Ligaspielen die meisten Zuschauer hatte. Das Zuschauer-Schlusslicht in dieser Saison war der Neuaufsteiger und auch Absteiger TSV Altenholz mit insgesamt 9.270 Zuschauern, was im Durchschnitt 488 Zuschauer waren. In der Saison 2014/15 sahen 578.140 Zuschauer die insgesamt 380 Spiele, was im Durchschnitt 1.521 Zuschauer pro Spiel bedeutet. Die meisten Zuschauer hatte der Aufsteiger HSC Coburg mit durchschnittlich 2.558 Besuchern und die wenigsten Zuschauer hatte der Sv Henstedt-Ulzburg mit nur durchschnittlich 509 Besuchern. Die Arena Leipzig war mit 7.000 Sitzplätzen die Arena mit der höchsten Kapazität, die Sporthalle SZ Maurepasstraße mit Platz für rund 800 Zuschauer die mit der kleinsten.

## Vereine der Saison 2025/26
Für die 2. Bundesliga 2025/26 qualifizierten sich folgende Mannschaften:
- Absteiger aus der Bundesliga 2024/25
  - SG BBM Bietigheim
  - 1. VfL Potsdam
- Die Mannschaften auf den Plätzen 3 bis 16 der 2. Handball-Bundesliga 2024/25
  - TV Hüttenberg
  - HBW Balingen-Weilstetten
  - HC Elbflorenz Dresden
  - HSC 2000 Coburg
  - HSG Nordhorn-Lingen
  - VfL Eintracht Hagen
  - TSV Bayer Dormagen
  - Dessau-Roßlauer HV
  - TV Großwallstadt
  - VfL Lübeck-Schwartau
  - Die Eulen Ludwigshafen
  - TuS Ferndorf
  - TuS N-Lübbecke
  - TUSEM Essen
- Aufsteiger aus der 3. Liga 2024/25
  - HSG Krefeld
  - HC Oppenweiler/Backnang